# 加藤瑠菜
加藤 瑠菜（かとう るな、1993年11月25日 - ）は、日本のラテアーティスト、女優。
東京都世田谷区出身、東京都在住。元アイリンク所属。

## 略歴
2歳からジャズダンス、クラシックバレエ、タップダンス、ステージダンス、アクロバット、コンテンポラリーなどを学ぶ。
小学校四年生の時に渋谷でスカウトされ芸能の世界へ。
エキストラからコツコツ下積みを重ね、2008年のポストマンで初めてセリフをもらう。
中学校2年生の時に身長が130センチくらいと低かったため、子役の年齢ではなかったが子役として初舞台を国際フォーラムで準主役でミュージカルデビュー。その後、アイリンクへ所属し、2018年頃から映画やドラマ・バラエティ・再現ドラマなどで芸能活動を行う。
2018年からラテアーティストの活動を始め、これまでに描いたラテアートの数は100,000杯以上にものぼる。
現在は、世界で初めて3Dラテアートを発信したカフェ”Reissue”の店長も務める。
繊細なタッチと独創的なラテアートが話題を呼び、数多くのメディアに出演。
アメリカ最大のスポーツイベント”スーパーボウル”のラテアート制作、TOKYO2020のプロモーションに公式採用・聖火リレーとのコラボなど、世界規模のイベントにラテアート提供という形で貢献。
2019年2月には抹茶の3Dラテアートを世界で初めて作成したことを皮切りに、「触れるラテアート」という今までのラテアートの概念を覆すようなラテアート作品を開発した。

## 人物
- 一人っ子
- 犬好き、実家で現在トイプードルを飼っている
- 好きな食べ物は、お菓子、堅あげポテト、タピオカ、おつまみ、ねぎとろ、馬刺し、にんにく、アンチョビ
- 嫌いな食べ物は、トマト、ウリ科のもの、海鮮、グリンピース
- 好きなことは犬の手の甲やいい香りを嗅ぐこと、よしもと新喜劇をビール飲みながら見ること、ラテアートをすること
- 堅あげポテトが好きすぎてファンクラブに入って、ファンと作る新商品開発会議に応募し何度か行ったことがある。多いときは一日3袋食べている。好きな味は「関西だし醤油」「塩とごま油風味」「揚げにんにく味」
- 好きな女優は仲間由紀恵、綾瀬はるか
- 特技は親指コキコキ
- チャームポイント、耳たぶの柔らかさ
- トレードマーク、サロペット(オーバーオール)

## ラテアーティストとしての出演
- 日本テレビ「ヒルナンデス！」[2]（2020年1月9日ON AIR）
- AbemaTV「月とオオカミちゃんには騙されない　8話」[3]（2020年）
- TBS「グッとラック!」[4]（2020年4月7日ON AIR）
- テレビ東京「なないろ日和!」[5]（2020年4月15日ON AIR）
- 雑誌「SEVENTEEN　11月号」[6]（2020年）
- CBS「That Other RREGAME SHOW(NFL)」9月13日毎週土曜日~（2020年）
- 日本テレビ「スッキリ」[7]（2020年11月11日ON AIR）
- DVD&Blu-rayBOX付録「ご注文はうさぎですか？BLOOM 3巻」（2020年）
- CBS「That Other RREGAME SHOW(NFL/Super bowl)」（2021年）
- 日本テレビ「ココロ通う街角」[8]（2021年1月23日ON AIR）
- 舞台チラシ/劇中映像「TEAM花時。」（2021年）
- DVD&Blu-rayBOX付録「ご注文はうさぎですか？BLOOM 6巻」（2021年）
- DVD&Blu-ray特典映像「ラブライブ!スーパースター!!」BD2巻（2021年）
- CBS「That Other RREGAME SHOW(NFL)」（2021年）
- 「ラテアート×TOKYO2020」（2021年）
- 「東京2020聖火リレー」（2021年）
- テレビ朝日「じゅん散歩」[9]（2021年12月27日ON AIR）[10]
- 「おたより本舗年賀状」（2022年）
- 「土曜☆ブレイク」(2022年6月25日 ON AIR)

## 女優としての出演

### 舞台
- 「赤毛のアン[11]」（2006年、準主役ダイアナ・バーリー役、国際フォーラムホールC)
- 「そして森は生きている」（2006年、ミューザ川崎シンフォニーホール、米軍横須賀基地）
- 「リトルツインズ」（2007年、ヤクルトホール）
- 「あざみ野Dance Creation for YOUTH」（2009年）
- 「W☆赤ずきんちゃん」（2010年）
- 「月光の不安」（2010年、冨岡多恵役）
- 「夏の夜の夢」（2011年）
- 「時計~僕がいる理由~」（2011年、晴美役）
- 「行きつ戻りつ六間堀」（2011年、おさき役）
- 「疫病流行記」ヒロイン（2012年）
- 「怪盗ルパン竹久夢二の双曲線」（2012年、林田少年役）
- 「超青春合唱コメディ SING!」（2012年、銀閣寺愛役）
- 「シュガー2~いくつものツバサ~」（2013年、元井佳奈役）
- 「伽羅倶璃」ダンサー（2013年）
- 「流氓街」石井絵里役（2013年）
- 「オズの魔法使い~少女と魔女~」（2014年）
- 「家出のすすめ~草迷宮サード篇~~書を捨てよ,町へ出よう~」（2014年）
- 「ぽぴぃ。あたし､､､母のラグビーボール。」（2014年、和泉裕子役）
- 「THE WORD IS YOURS」（2014年、女１役、シアターサンモール)
- 「超スポ魂合唱コメディ SING!!」（2014年、夢見鯛子役、BIGTREETHEATER、大阪HEPHALL)
- 「語！白浜の昇竜伝。~ぼくの覚えた太極そのイチ~」（2014年。高木貴子役、座・高円寺2)
- 「APHΣ REBELLION 」（2015年、演出助手）
- 「RE:UNION」（2015年、緑山穂乃果役）
- 「マジカルランナー。」（2015年、渡辺さん役）
- 「Take over」（2015年、火神紅葉役）
- 「APHΣ REBELLION ～アレス・レベリオン～」（2016年、演出助手、あうるすぽっと)
- 「八月のシャハラザード」（2016年、夕凪役）
- 「ピカロ~過ぎ去りしコトへのレクイエム~」（2016年、サオリ役）
- 「THE IDENTITY ORDER」（2017年、主演　高柳萌亜役）
- 「O-mi-AI喫茶」（2021年、日替わりゲスト）[12]
- 「絶対青春合唱コメディ SING!!!」（2022年、南奈美菜役、北九州ソレイユホール)[13]

### 映画
- 「海猿2」（2005年）
- 「ブース」（2005年）
- 「ポストマン」（2008年）
- 「君が君で君だ」（2017年）
- 「トリノコシティ」（2017年）
- 「咲~saki~阿知賀編episode of side-A」（2017年）
- 「美人が婚活してみたら」（2018年）
- 「血まみれスケバンチェーンソーRED」（2018年）
- 「轢き逃げ 最高の最悪な日」（2018年）
- 「架空OL日記」（2020年）
- 「殺意の道程」（2020年）

### ドラマ
- 「ナースマンがゆく」（2004年）
- 「人は見た目が100パーセント」（2017年）
- 「サヨナラ、えなりくん」（2017年）
- 「東京アリス」（2017年）
- 「ぼくらの勇気 未満都市2017」（2017年）
- 「庶務行員 多加賀主水が許さない」（2017年）
- 「名刺ゲーム」（2017年）
- 「奥様は、取り扱い注意」（2017年）
- 「オー・マイ・ジャンプ! 〜少年ジャンプが地球を救う〜」（2017年）
- 「平成物語」（2018年）
- 「快盗戦隊ルパンレンジャーVS警察戦隊パトレンジャー」（2018年）
- 「○○な人の末路」（2018年）
- 「SPEC サーガ 黎明篇 ｢サトリの恋｣」（2018年）
- 「ゼロ 一獲千金ゲーム」（2018年）
- 「刑事7人」（2018年）
- 「それを愛とまちがえるから」（2018年）
- 「BS笑点ドラマスペシャル 五代目三遊亭圓楽」（2018年）
- 「この恋はツミなのか!?」（2018年）
- 「騎士竜戦隊リュウソウジャー」（2019年）
- 「頭に来てもアホとは戦うな！」（2019年）
- 「殺意の道程」（2019年）

### CM
- 「キャノン」（2004年）
- 「マジック・ツリーハウス」（2005年）
- 「ABC放送」（2005年）
- 「東京ディズニーリゾート」（2006年）
- 「ANA」（2006年）
- 「進研ゼミ小学講座」（2006年）
- 「ファンタ」（2006年）
- 「進研ゼミ中学講座」（2007年）
- 「NTTフレッツ光」（2007年）
- 「自民党」（2007年）
- 「Docomo GPS」（2007年）
- 「マスターカード」（2017年）
- 「HOT PEPPER」（2017年）
- 「三菱UFJ銀行」（2017年）
- 「ウイダーinゼリー」（2017年）
- 「大正漢方胃腸薬」（2017年）
- 「ケンタッキー」（2017年）
- 「クロネコヤマト」（2017年）
- 「USJ」（2017年）
- 「DHC」（2017年）
- 「AmazonPrime」（2017年）
- 「ANA」（2017年）
- 「USJ」（2018年）
- 「コンタクトレンズ アキュビュー」（2018年）
- 「パナソニック炊飯器Wおどり炊き」（2018年）
- 「AmazonPrime」（2018年）

### DVD
- 「ロバートライブ2005」（2005年）

### TV
- 「info宝くじ」（2004年）
- 「踊る!さんま御殿!!」（2005年）
- 「プライス4」（2005年）
- 「週刊!Ecoキッズ」（2005年）
- 「奇跡の扉 TVのチカラ」（2005年）
- 「全国一斉○○テスト」（2005年）
- 「クイズ$ミリオネア」（2006年）
- 「感涙!時空タイムス」（2006年）
- 「SMAP×SMAP」（2007年）
- 「中居正広の金曜日のスマたちへ ～金スマ波乱万丈 高橋尚子引退スペシャル～」（2007年）
- 「行列のできる相談所」（2017年）
- 「ザ!世界仰天ニュース」（2017年）
- 「誰も知らない明石家さんま」（2017年）
- 「爆報! THE フライデー」（2017年）
- 「BESTプレゼント」（2017年）
- 「奇跡体験!アンビリバボー」（2018年）
- 「行列のできる相談所」（2018年）
- 「世界一受けたい授業」（2018年）
- 「ロンドンハーツ」（2018年）
- 「ザ・発言X」（2018年）
- 「訳あり人の駆け込み寺 ～明日は我が身～」（2018年）
- 「幸せ!ボンビーガール」（2019年）
- 「世紀の大事件」（2019年）
- 「日本を変えた！あの重大事件の新事実2020」（2020年）

### WEB
- 「任天堂マリオカートDS」（2005年）
- 「政府インターネットTV」（2006年）
- 「TOKYOウォーク2018」（2018年）
- 「DTテレビ」（2018年）
- 「東京都福祉」（2019年）
- 「キリン一番搾り」（2019年）

### スチール
- 「女性セブン」（2006年）
- 「パナソニックECO住宅」（2006年）
- 「上田嘉一朗商店」（2018年）

### MV
- 「=Love」（2017年）
- 「フジファブリック」（2018年）
- 「すとぷり」（2019年）